# Stonehenge, Avebury en bijbehorende plaatsen

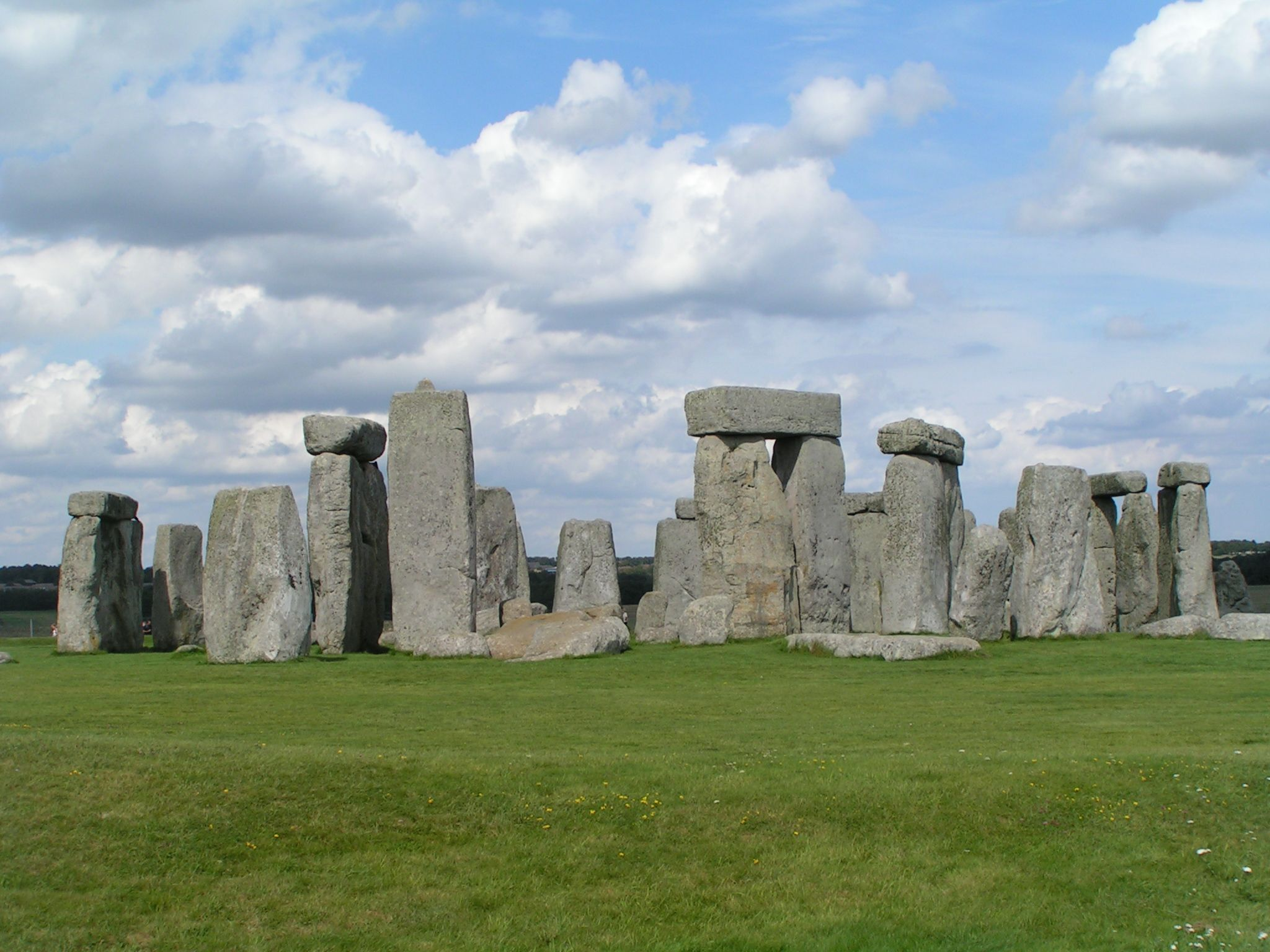
De steencirkel van Stonehenge

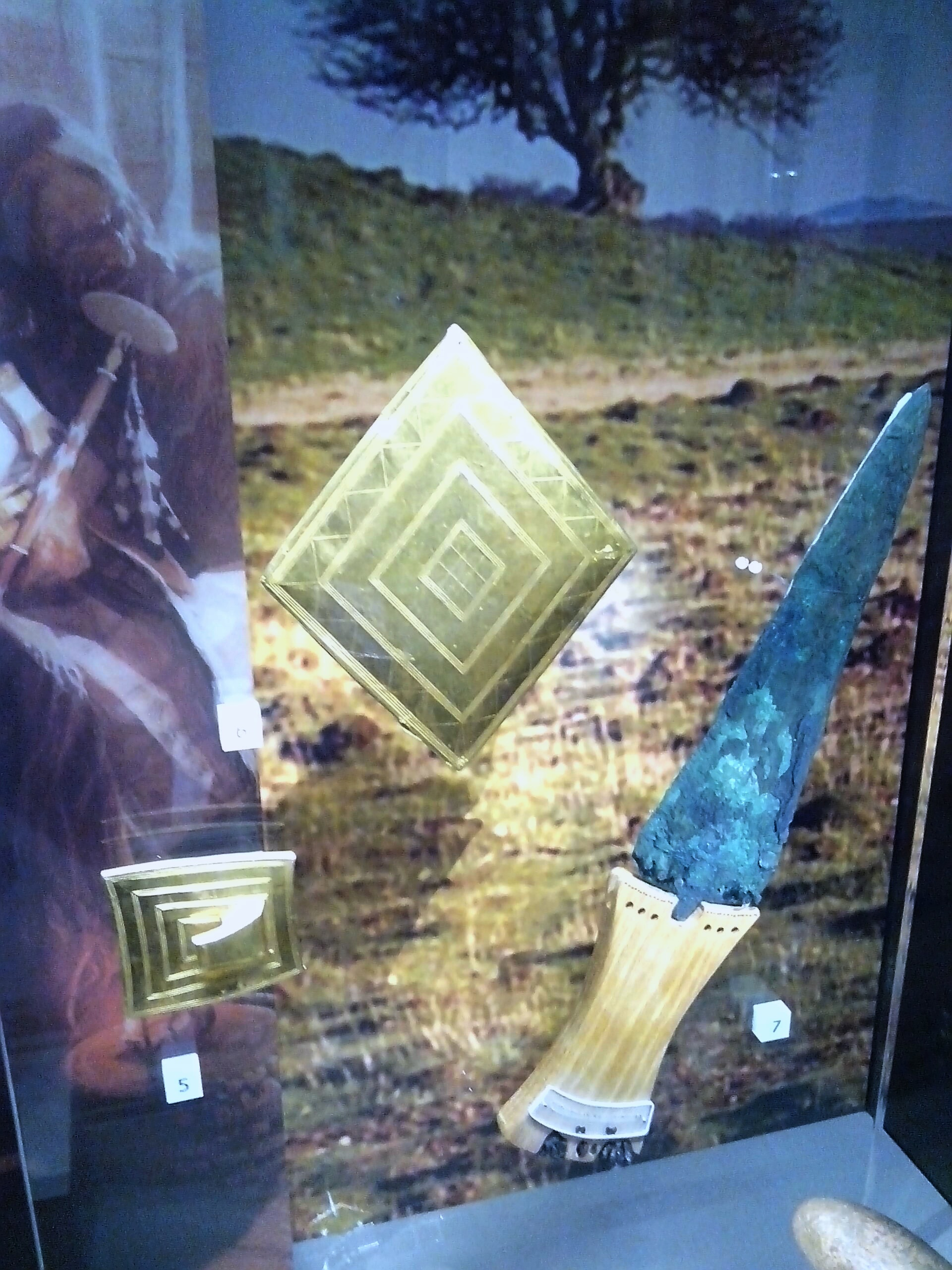
Gouden lozenge, koperen dolk en gouden riemgesp; grafgiften uit de Bush Barrow nabij Stonehenge

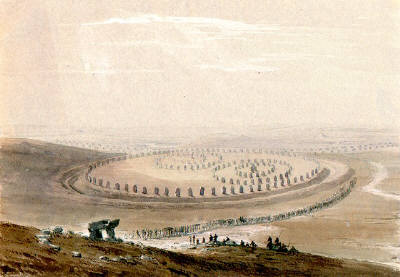
De steencirkel van Avebury

Stonehenge, Avebury en bijbehorende plaatsen is een cultureel werelderfgoed dat sinds 1986 op de Werelderfgoedlijst van de UNESCO staat. Het erfgoed ligt in het graafschap Wiltshire in het zuiden van Engeland en omvat twee grote terreinen (totale grootte 4985,4 ha) met megalithische bouwwerken, die ongeveer 30 km van elkaar vandaan liggen. De twee terreinen werden onder één naam ingeschreven in de Werelderfgoedlijst.
Naast de grote en bekende onderdelen die hieronder zijn opgesomd, heeft het gebied ook een uitzonderlijk hoge dichtheid van kleinschalige archeologische vindplaatsen, vooral uit de prehistorische periode. In het deel rond Stonehenge zijn er 175 afzonderlijk beschermde monumenten, die 415 plaatsen of kenmerken omvatten, in het deel rond Avebury gaat het om 74 monumenten met 200 plaatsen.

## Avebury en bijbehorende plaatsen
Het werelderfgoedterrein rond het hengemonument van Avebury ligt in het noorden van het graafschap Wiltshire in het unitary authority Wiltshire. Het is 2270,2 ha groot.
Het erfgoed omvat de volgende onderdelen:

De omgeving met Avebury Henge, West Kennet Avenue, Beckhampton Avenue, West Kennet Long Barrow, The Sanctuary, Silbury Hill en Windmill Hill

- Avebury Henge
- West Kennet Avenue
- Beckhampton Avenue
- West Kennet Long Barrow
- The Sanctuary
- Silbury Hill
- Windmill Hill

## Stonehenge en bijbehorende plaatsen
Het werelderfgoedterrein rond Stonehenge ligt in het zuiden van het graafschap Wiltshire in de unitary authority Wiltshire. Het is 2608,2 ha groot.
Het erfgoed omvat de volgende onderdelen:
- Stonehenge
- Stonehenge Avenue
- Stonehenge Cursus
- The Lesser Cursus
- Durrington Walls
- Woodhenge
- Coneybury Henge (een henge die platgeploegd is[4])
- King Barrow Ridge[5]
- Winterbourne Stoke Barrow Group
- Normanton Down Barrow Group (grafveld met een vorstengraf; de Bush Barrow)
- Vespasian's Camp
- Robin Hood's Ball (een bijbehorend monument dat ten noorden van de grens van het Werelderfgoed ligt)

De omgeving met The Lesser Cursus, Durrington Walls, Woodhenge, The Cursus, Vespasian's Camp, Stonehenge Avenue, Stonehenge Cursus, Normanton Down Barrow Group en de Lake Down Barrows